# Atom Heart Mother
1970. október 10-én megjelent a Pink Floyd ötödik nagylemeze Atom Heart Mother címmel. A címadó dal eredeti címe The Amazing Pudding volt. Ezt azonban megváltoztatták, miután olvastak egy cikket egy várandós nőről, akinek egy atom-pacemakert ültettek a mellkasába; a cikk címe: ATOM HEART MOTHER. Az albumot a londoni Abbey Road Studios-ban vették fel, a hangmérnök Alan Parsons volt. Nagy-Britanniában ez volt az első listavezető albumuk, Amerikában az 55. helyet érte el; itt 1994 márciusában aranylemez lett. Az újrakevert CD változat Nagy-Britanniában 1994-ben, Amerikában 1995-ben jelent meg.
Az eredeti borítón egy teljesen átlagos tehén látható egy teljesen átlagos legelőn, semmiféle felirattal, ami a lemez tartalmára utalna. Ennek két oka volt: abban az időben a zenekart egyfajta „űrrockot” játszó zenekarnak tartották; a zene minden fajtáját fel akarták fedezni anélkül, hogy beskatulyáznák őket egyetlen stílusba. Ezért azt akarták, hogy a borítón legyen „valami egyszerű”, így egy tehén került rá.
A két hosszú dal fejlődést mutat a régebbiekhez, például az „A Saucerful of Secrets”-hez képest: az „Atom Heart Mother” hat részre tagolódik és egy teljes nagyzenekar hallható benne, az „Alan’s Psychedelic Breakfast” három részét pedig beszéd és különböző hanghatások kötik össze. A sok részre osztás magyarázata az, hogy a zenekaroknak jutó pénz az albumon szereplő dalok számától függött. Az album egy csöpögő csap utolsó csöpögéseivel ér véget. A két nagyobb lélegzetű darab mellett még három ötperces dal található a lemezen, mindegyik a szokásos dalszerzők tollából: Waters „If” című folkos balladája, amit gyakran játszott Radio K.A.O.S. című lemezének turnéján; Wright „Summer ’68”-a, mely a „rock ’n roll” életstílus kritikája; és végül a „Fat Old Sun” David Gilmour-tól, mely a következő két évben gyakran szerepelt színpadi műsoraikon.

## Az album dalai
1. Atom Heart Mother (Nick Mason – David Gilmour – Roger Waters – Richard Wright – Ron Geesin)
  - a. Father’s Shout
  - b. Breast Milky
  - c. Mother Fore
  - d. Funky Dung
  - e. Mind Your Throats, Please
  - f. Remergence
2. If (Roger Waters) – 4:31
3. Summer ’68 (Richard Wright) – 5:29
4. Fat Old Sun (David Gilmour) – 5:24
5. Alan’s Psychedelic Breakfast (David Gilmour – Nick Mason – Roger Waters – Richard Wright) – 13:01
  - a. Rise and Shine
  - b. Sunny Side Up
  - c. Morning Glory

## Idézet
- „Az Atom Heart Mother – úgy gondolom – nagyon jó, főleg arra, hogy kidobják a szemétbe és soha többé senki se hallgassa meg! […] Eléggé dagályos, igazán semmiről sem szól.” – Roger Waters – Rock Over London Radio Station, 1985. március 15.; leadták: 1985. április 7. és 14.
- „Mindig arra vártunk, hogy a másiknak eszébe jusson valami.” – David Gilmour
- „Először az Atom Heart Mother idején találkoztunk, megkértek, hogy én legyek a hangmérnök. 8 sávon dolgoztunk, de egy csomó speciális effektet és gépet használtak – alig bírtam elhinni. Olyan volt, mintha minden gép be lett volna kapcsolva az épületben, és minden elképzelhető effektet meg tudtunk csinálni. Viszont ez volt addig a legnehezebb munkám: megcsinálni egy albumot a Pink Floyd-dal, elejétől a végéig.” – Alan Parsons
- Egyik nap épp a címen gondolkodtunk. Este 7-kor, egy felvételi szünetben egy söröző utcai részén ültünk. Volt ott egy újság, benne egy cikk egy várandós nőről, akinek egy atom-meghajtású pacemakert ültettek a mellkasába. Úgy kezdődött: „Atom heart mother bla-bla-bla…”. Elgondolkodtunk: „Atom Heart Mother… ez lesz a cím!… csak ennyi”. – David Gilmour

## Közreműködők
- David Gilmour – gitár, ének
- Roger Waters – basszusgitár, ének
- Richard Wright – billentyűs hangszerek, ének
- Nick Mason – dob
- John Aldiss Choir – kórus az „Atom Heart Mother”-en

### Produkció
- Alan Parsons – hangmérnök
- Peter Bown – hangmérnök
- Ron Geesin – hangszerelés és komponálás az „Atom Heart Mother”-en

## Helyezések
Album – Billboard (Amerika)
| Év   | Lista       | Helyezés |
| ---- | ----------- | -------- |
| 1970 | Pop Albumok | 55       |